# Li Maocuo
Dans ce nom chinois, le nom de famille, Li, précède le nom personnel.
Pour les articles homonymes, voir Li.
Li Maocuo (née le 20 octobre 1992) est une athlète chinoise, spécialiste de la marche. Lors des championnats du monde de Doha en 2019, elle obtient la médaille d'argent sur 50 km en 4 h 26 min 40 s, derrière sa compatriote Rui Liang.

## Palmarès
| Date | Compétition           | Lieu   | Résultat | Épreuve | Temps           |
| ---- | --------------------- | ------ | -------- | ------- | --------------- |
| 2019 | Championnats du monde | Doha   | 2e       | 50 km   | 4 h 26 min 40 s |
| 2022 | Championnats du monde | Eugene | 7e       | 35 km   | 2 h 44 min 28 s |

### Records
| Épreuve      | Performance     | Lieu      | Date              |
| ------------ | --------------- | --------- | ----------------- |
| 20 km marche | 1 h 30 min 15 s | Suzhou    | 24 septembre 2018 |
| 50 km marche | 4 h 3 min 51 s  | Huangshan | 9 mars 2019       |